# Cèsar August Torras

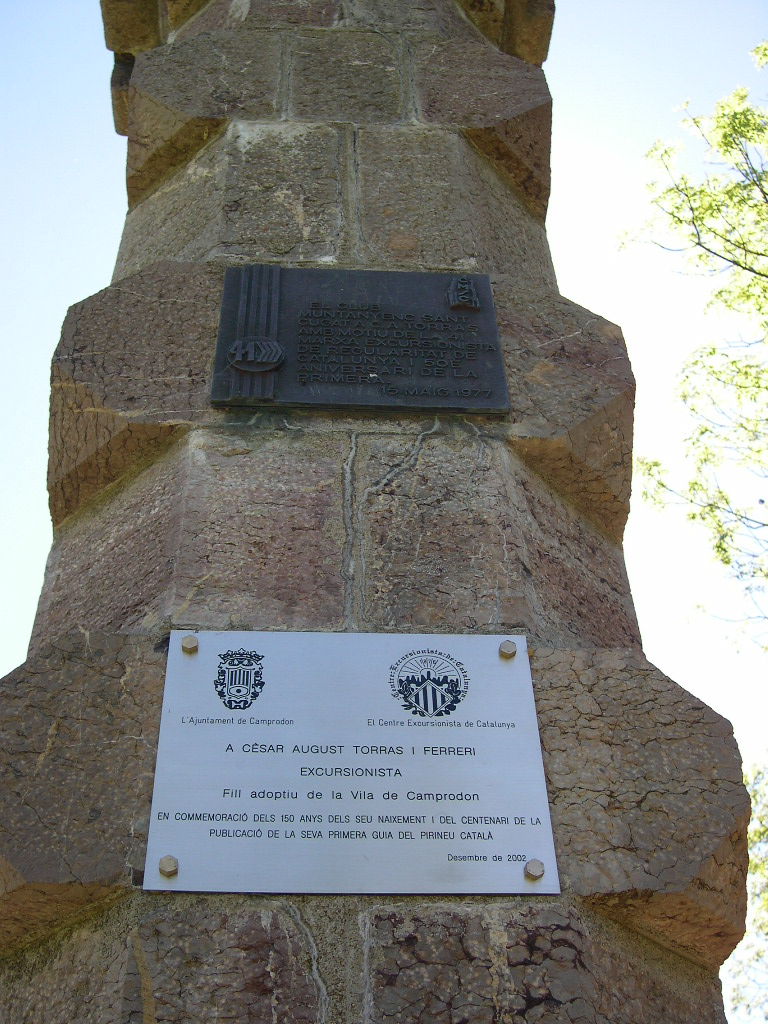
Placa conmemorativa en el monumento a Cèsar August Torras, Camprodon.

Cèsar August Torras i Ferreri (Barcelona, 5 de julio de 1852 - ibídem, 22 de junio de 1923) fue un montañista español, primer promotor del excursionismo en Cataluña.

## Biografía
De joven hizo salidas con Jacinto Verdaguer y otras personalidades relacionadas con la montaña. Presidió la Asociación Catalanista de Excursiones Científicas en 1885, y el Centro Excursionista de Cataluña en dos etapas: 1902-1915 y 1921-1923. Fue el impulsor del primer refugio en Cataluña en 1907 –el de Ulldeter– y también promovió los Congresos Excursionistas de 1910 a 1913. Presidió la Liga Excursionista (1920), primer organismo del excursionismo catalán y embrión de la Federación de Entidades Excursionistas de Cataluña (FEEC). En 1921 promovió la declaración de parque nacional para el bosque del Gresolet.
A pesar de que profesionalmente fue agente de cambio y bolsa, su pasión por la montaña lo llevó a editar las guías del Pirineu català (1902-1924), que marcan un hito importante en la bibliografía excursionista de comienzos del siglo XX. Pronunció numerosas conferencias y escribió varios opúsculos.
Como homenaje el refugio de Prat d'Aguiló lleva su nombre. El Centro Excursionista de Cataluña lo nombró presidente honorario.